# Neuseeländische Badmintonmeisterschaft 1957
Die Neuseeländische Badmintonmeisterschaft 1957 fand in Feilding statt. Es war die 24. Austragung der Badmintonmeisterschaften von Neuseeland.

## Titelträger
| Disziplin    | Sieger                             |
| ------------ | ---------------------------------- |
| Herreneinzel | Alban M. Stephens                  |
| Dameneinzel  | Sonia Cox                          |
| Herrendoppel | Alban M. Stephens Clive L. Sheerin |
| Damendoppel  | Nancy Fleming Sonia Cox            |
| Mixed        | Neale R. Thompson Sonia Cox        |